# Откос
„Откос” је југословенска телевизијска серија снимљена 1984. године у продукцији Телевизије Београд.

## Радња
Радња серије смештена је у прву половину осамдесетих година 20. века и прати свакодневне животне проблеме породице Кркић, сукоб генерација, корупцију у земљорадничкој задрузи и личне проблеме обичних људи у малој сеоској средини. 
Серија је одлична илустрација последњих година живота у СФРЈ, покушаја да се друштво реформише и злоупотребе појединаца који свој положај користе за лично богаћење.
 

## Улоге
| Глумац                   | Улога                  |
| ------------------------ | ---------------------- |
| Стојан Столе Аранђеловић | Влајко Кркић           |
| Радош Бајић              | Добривоје Кркић        |
| Љиљана Крстић            | Даница Кркић           |
| Славко Симић             | Никодије Кркић         |
| Иван Бекјарев            | Драган Станић          |
| Васја Станковић          | Бошко Бимба            |
| Владан Живковић          | Јордан Станковић       |
| Љубомир Ћипранић         | Стевча                 |
| Андреја Маричић          | Бранислав Бранче Ђукић |
| Аленка Ранчић            | Жена на станици        |
| Љиљана Драгутиновић      | Слађана                |
| Јован Милићевић          | Милун Ђукић            |
| Душан Тадић              | Влајков комшија        |
| Миодраг Мики Крстовић    | Диша                   |
| Мирко Бабић              | Јанко                  |
| Божидар Павићевић Лонга  | Доца                   |
| Миливоје Мића Томић      | Гојко                  |

Комплетна ТВ екипа  ▼
| Редитељ              | Славољуб Стефановић Раваси |           |
| Сценариста           | Радош Бајић                |           |
| Директор фотографије | Мирослав Воркапић          |           |
| Mонтажер             | Радомир Тодоровић          |           |
| Сценограф            | Герослав Зарић             |           |
| Костимограф          | Светлана Зојкић            |           |
| Одсек за шминку      | Славица Сајкић             | шминкерка |